# Alcidion ludicrum
Alcidion ludicrum là một loài bọ cánh cứng trong họ Cerambycidae.